# Ike Aronowicz
Ike Aronowicz (né le 27 août 1923 à Dantzig, mort le 23 décembre 2009 en Israël) fut le capitaine de l'Exodus. Yossi Harel, plus connu, en était le commandant « politique ».
Vivant en Palestine depuis 1934, Aronowicz appartenait au Palmach, l'unité d'élite de la Haganah, l'organisation d'autodéfense juive.
Il a publié ses mémoires sous le titre J'étais le capitaine de l'Exodus chez Michel Lafon, en mai 2008.
Un site internet est consacré à l'histoire d'Ike Aronowicz, capitaine d'Exodus. L'histoire d’Exodus au jour le jour, vue par Ike Aronowicz, est liée à des résumés de l'histoire de la Shoah dans différents pays et aussi à l'histoire des premiers Hébreux à Canaan (nord-ouest de l'Israël actuel) :  http://exodus47.online.fr